# Ifjabb Csepregi Turkovitz Mihály
Ifjabb Csepregi Turkovitz Mihály (Kolozsvár, 1663. – Kolozsvár, 1704. április 13.) református lelkész, tanár.

## Élete
Idősebb Csepregi Turkovitz Mihály fia volt. 1686 második felétől a franekeri, 1687. július 30-tól a leideni, 1688-tól ismét a franekeri, 1689. november 13-tól az Odera-Frankfurti egyetemnek volt a hallgatója. Visszatérve Kolozsvárra, 1691 szeptember 10-étől tanár lett a kolozsvári kollégiumban, ahol nyelveket, bölcseletet és később teológiát tanított. 1695. július 17-én a kolozsvári református gyülekezet papja lett.

## Munkái
- Dissertatio theol. De Sacramentis Foederis Operum Paradiso et Arbore Vitae. Franequerae, 1687.
- Theses de Cantico Mosis. Franequerae, 1688.
- Üdvözlő verset írt ifj. Bátai Györgyhöz (1689), Felfalusi Józsefhez (1689) és Pápai Páriz Ferenchez (1695)
- Benedictio juventutis (Gyászbeszéd Kendeffi János felett). Kolozsvár, 1697.
- Pál Apostolnak A világi Gazdag Embereket idvezülni Tanitó Szent Tanátsa… Mellyet Ványai Gáspár Uram teste felett… megmagyarázott. Kolozsvár, 1702.
- Az Isten lelkének… (Gyászbeszéd Misztótfalusi Kis Miklós felett). Kolozsvár, 1702. (Szatmári-Németi Mihály és Enyedi Mihály oratióival együtt. Címlap nélküli példányai maradtak fenn.)